# Torockói hímzés
A torockói hímzések erdélyi vászonhímzések.

## Csoportosítás
Két csoportjuk ismeretes:
- az egyiket a házbelső vászonféléire varrták,
- a másikat a testi ruhákra.

## Alapanyag, fonal és alkalmazás
- Az első csoport hímzései párnavégeken, szalmazsák végén, lepedőkön és rúdravalókon találhatók. Igen vastag, durva szövésű vászonra vastag szőr- vagy pamutfonallal (gyakran két szálat fűzve a tűbe) hímezték, egy időben egyező tárgyféleségeken kétféle technikával: az ínvarrásnak nevezett → laposöltéssel és a „keresztöltésnek” mondott → szálánvarrott öltéssel. A laposöltést igen változatosan alkalmazzák, egy-egy motívum varrásánál több keskeny és szélesebb laposöltéssort varrnak egymás mellé, keskeny laposöltéssort alkalmaznak a díszítőelemek körvonalául, belsejüket pedig → torockói keresztöltéssel vagy egyszer átöltött ráccsal töltik ki. – A → hamis laposöltéssel varrt díszítőelemeket keresztben átfektetett szállal varrják le. Laposöltéssorból alakítják ki a növények szárait is, nemegyszer két párhuzamos keskeny sorból, közüket pedig egyszerű vagy kettős → csomókötéssel töltik ki. Felületkitöltőként jelentkezik a laposöltés mellett a → Margit-öltés is. A hímzőfonal korábban rozsdabarna vagy vörös szőr volt, később vörös és kék pamutfonal. Rendszerint egy színnel varrtak egy darabot, csupán a párnák között vannak kék és fehér pamutegyüttes együttes alkalmazásával készített változatok. Az igen erőteljes, hatásos munkákon alig több mint öt mintát számolhatunk össze, de sokszor ezek is alig térnek el egymástól. Ugyanazok a virágtövek sorakoznak egymás mellett a rúdravalókon, mint amiket a párnavégek nagy hullámindáiba illesztenek. A kis számú mintával dúsan és tömötten borították be az adott vászonfelületet. Egyedül a torockói párnavégeken viszik túl a mintát a párna végéről a párna szárára is; innen ismertek a 8–12 m hosszú rúdravalók is tömött sorban egymás mellett álló hétágú virágtövekkel, nemegyszer két sor erőteljes peremdísszel. A nagy múltú minták a → régi stílusú népművészetet képviselik, kivitelezésük viszont zsúfoltságával egyszer-egyszer a parasztstílusokat (→ új stílusok a népművészetben) idézi. Parasztosnak tekinthető a régi minták egyik-másik átformálása, pl. a gránátalma sziklevele helyébe kismadár feje kerül, a hulláminda végére kígyófej stb. Vaskosabb, parasztosabb hatású lesz a hímzés azáltal is, hogy a szokásos két szál helyett – a szálánvarrottnál – négy szálat fűznek a tűbe. Ennek az igen magas szintű, városias hímzésnek sajátos vonása, hogy csupán egyetlen formájában ismerjük. Nem tudjuk követni alakulásmenetét, kibontakozását, esetleg hanyatlását. Szép számmal ránk maradt emlékanyaga egészében egy elért csúcsot képvisel. A sokszor torockóinak minősített, kevéssé erőteljes, ritkás munkák Torockószentgyörgyről és Aranyosgyéresről valók.
- A torockói hímzések második csoportjából legjelentősebb az inghímzés. Vörös, kék vagy fekete gyapjúszállal tömött laposöltéssel varrták finom fehér gyolcsra. A sípujjú ing kézelőjét, azután a „füdzőt” és a „mejrevalót” (→ torockói viselet), melyek már selyemalapra készülnek, a gyerekfőkötőkhöz, övekhez, fátyolszélekhez hasonlóan vörös, fekete vagy többszínű selyemszállal varrták, alkalminak tűnő aprólékos mintáikkal. Jelentősebbek a fekete selyem főkötők fehér pamuthímzésükkel, amelyek a → sárközi főkötők hímzésével tartanak rokonságot. – [1]

## Torockói keresztszem
Szabad rajzú hímzések levegős térkitöltésére gyakran használt öltésmód. Megkezdése előtt elő kell ölteni a betöltendő részt határoló forma vonalát. Az előöltés vonalán hosszú, az egész felületet átfogó hamis lapos öltésekkel haladva hálószerű négyzetrácsot kell létrehozni. A létrehozott négyzetrácsban egy négyzet mintegy 5 mm-szer 5 mm-nyi. A hímzést rámán kell végezni, s a hamis lapos öltéseket lazán kell hagyni, nehogy később összehúzódjon alatta az alapanyag. Az egymásra merőleges hamis lapos öltéseket szálszámolás nélküli merőleges keresztszemekkel szükséges rögzíteni az alapanyagra. Ezzel az öltéssel sakktáblaszerűen célszerű haladni úgy, hogy a keresztszemmel át kell fogni az egy-egy négyzetet körvonalazó öltéseket is. Ennek elkészülte után a merőleges keresztszem közepét kisméretű ferde öltéssel (öltéske) szükséges rögzíteni. A rácsozás lehet:
- egyszerű (egyirányú ferde öltéssorral leszorított négyzetek),
- dupla lefogású rácsozás (kisméretű keresztszemekkel leszorított négyzetek).

A leszorító öltést tanácsos meghúzni kicsit.